# Сан-Педру-де-Алвіту
Сан-Педру-де-Алвіту (порт. São Pedro de Alvito; МФА: [ˈsɐ̃w ˈpe.dɾu dɨ aɫ.ˈvi.tu]) — парафія в Португалії, у муніципалітеті Барселуш. Розташована в північно-західній частині країни, на теренах історичної португальської провінції Дору-Міню. Входить до складу округу Брага. За адміністративним поділом, чинним до 1976 року, терени парафії були складовою провінції Міню. Належить до Бразької архідіоцезії Католицької церкви. Патрон — святий Петро. Площа — 5,7115 км². Населення — 639 ос. (2011). Слабо урбанізований регіон. Густота населення — 111,88 осіб/км²
. Код — 030274.

## Назва
- Алвіту (Сан-Педру) (порт. Alvito (São Pedro)) — офіційна назва[5].

## Населення
| Кількість мешканців | Кількість мешканців | Кількість мешканців | Кількість мешканців | Кількість мешканців | Кількість мешканців | Кількість мешканців | Кількість мешканців | Кількість мешканців | Кількість мешканців | Кількість мешканців | Кількість мешканців | Кількість мешканців | Кількість мешканців | Кількість мешканців |
| ------------------- | ------------------- | ------------------- | ------------------- | ------------------- | ------------------- | ------------------- | ------------------- | ------------------- | ------------------- | ------------------- | ------------------- | ------------------- | ------------------- | ------------------- |
| 1864                | 1878                | 1890                | 1900                | 1911                | 1920                | 1930                | 1940                | 1950                | 1960                | 1970                | 1981                | 1991                | 2001                | 2011                |
| 349                 | 307                 | 326                 | 366                 | 418                 | 429                 | 457                 | 453                 | 462                 | 446                 | 436                 | 536                 | 515                 | 549                 | 639                 |